# Campeonato Sudamericano Sub-17 de 1999
El VIII Campeonato Sudamericano Sub-17 se realizó en Uruguay, entre el 6 y el 21 de marzo del año de 1999. Este torneo entregó tres cupos a la Copa Mundial de Fútbol Sub-17 realizada ese mismo año en Nueva Zelanda. Los representantes sudamericanos fueron Brasil, Paraguay y Uruguay. El torneo se disputó en las ciudades de Maldonado, Rivera y Montevideo.

## Participantes
Participaron en el torneo los equipos representativos de las 10 asociaciones nacionales afiliadas a la Confederación Sudamericana de Fútbol:
| Equipos participantes | Equipos participantes | Equipos participantes | Equipos participantes | Equipos participantes |
| --------------------- | --------------------- | --------------------- | --------------------- | --------------------- |
| Argentina             | Bolivia               | Brasil                | Chile                 | Colombia              |
| Ecuador               | Paraguay              | Perú                  | Uruguay               | Venezuela             |

## Sedes
| Montevideo         | Montevideo Maldonado Rivera | Montevideo Maldonado Rivera | Maldonado                       | Rivera                       |
| Estadio Centenario | Montevideo Maldonado Rivera | Montevideo Maldonado Rivera | Estadio Domingo Burgueño Miguel | Estadio Atilio Paiva Olivera |
| Capacidad: 65 235  | Montevideo Maldonado Rivera | Montevideo Maldonado Rivera | Capacidad: 22 000               | Capacidad: 27 135            |
|                    | Montevideo Maldonado Rivera | Montevideo Maldonado Rivera |                                 |                              |

## Resultados

### Primera fase

#### Grupo A
| Equipo    | Pts. | PJ | PG | PE | PP | GF | GC | Dif |
| --------- | ---- | -- | -- | -- | -- | -- | -- | --- |
| Uruguay   | 10   | 4  | 3  | 1  | 0  | 10 | 2  | 8   |
| Argentina | 8    | 4  | 2  | 2  | 0  | 6  | 2  | 4   |
| Ecuador   | 5    | 4  | 1  | 2  | 1  | 7  | 4  | 3   |
| Perú      | 4    | 4  | 1  | 1  | 2  | 2  | 6  | -4  |
| Venezuela | 0    | 4  | 0  | 0  | 4  | 3  | 14 | -11 |

| 6 de marzo de 1999, | Argentina | 2:0 | Perú | Estadio Domingo Burgueño Miguel, Maldonado (?) |  |
|                     |           |     |      | Árbitro(s): ?                                  |  |

| 6 de marzo de 1999, | Uruguay | 5:2 | Venezuela | Estadio Domingo Burgueño Miguel, Maldonado (?) |  |
|                     |         |     |           | Árbitro(s): ?                                  |  |

| 8 de marzo de 1999, | Argentina | 2:2 | Ecuador | Estadio Domingo Burgueño Miguel, Maldonado (?) |  |
|                     |           |     |         | Árbitro(s): ?                                  |  |

| 8 de marzo de 1999, | Uruguay | 3:0 | Perú | Estadio Domingo Burgueño Miguel, Maldonado (?) |  |
|                     |         |     |      | Árbitro(s): ?                                  |  |

| 10 de marzo de 1999, | Perú | 2:1 | Venezuela | Estadio Domingo Burgueño Miguel, Maldonado (?) |  |
|                      |      |     |           | Árbitro(s): ?                                  |  |

| 10 de marzo de 1999, | Uruguay | 2:0 | Ecuador | Estadio Domingo Burgueño Miguel, Maldonado (?) |  |
|                      |         |     |         | Árbitro(s): ?                                  |  |

| 12 de marzo de 1999, | Perú | 0:0 | Ecuador | Estadio Domingo Burgueño Miguel, Maldonado (?) |  |
|                      |      |     |         | Árbitro(s): ?                                  |  |

| 12 de marzo de 1999, | Argentina | 2:0 | Venezuela | Estadio Domingo Burgueño Miguel, Maldonado (?) |  |
|                      |           |     |           | Árbitro(s): ?                                  |  |

| 14 de marzo de 1999, | Ecuador | 5:0 | Venezuela | Estadio Centenario, Montevideo (?) |  |
|                      |         |     |           | Árbitro(s): ?                      |  |

| 14 de marzo de 1999, | Uruguay | 0:0 | Argentina | Estadio Centenario, Montevideo (?) |  |
|                      |         |     |           | Árbitro(s): ?                      |  |

#### Grupo B
| Equipo   | Pts | PJ | PG | PE | PP | GF | GC | Dif |
| -------- | --- | -- | -- | -- | -- | -- | -- | --- |
| Brasil   | 10  | 4  | 3  | 1  | 0  | 9  | 5  | 4   |
| Paraguay | 6   | 4  | 2  | 0  | 2  | 8  | 8  | 0   |
| Bolivia  | 4   | 4  | 1  | 1  | 2  | 5  | 6  | -1  |
| Chile    | 4   | 4  | 1  | 1  | 2  | 4  | 5  | -1  |
| Colombia | 4   | 4  | 1  | 1  | 2  | 6  | 8  | -2  |

| 7 de marzo de 1999, | Chile | 0:1 | Bolivia | Estadio Atilio Paiva Olivera, Rivera |  |
|                     |       |     |         | Árbitro(s): ?                        |  |

| 7 de marzo de 1999, | Brasil | 4:3 | Colombia | Estadio Atilio Paiva Olivera, Rivera |  |
|                     |        |     |          | Árbitro(s): ?                        |  |

| 9 de marzo de 1999, | Chile | 3:2 | Paraguay | Estadio Atilio Paiva Olivera, Rivera |  |
|                     |       |     |          | Árbitro(s): ?                        |  |

| 9 de marzo de 1999, | Brasil | 1:1 | Bolivia | Estadio Atilio Paiva Olivera, Rivera |  |
|                     |        |     |         | Árbitro(s): ?                        |  |

| 11 de marzo de 1999, | Paraguay | 3:2 | Bolivia | Estadio Atilio Paiva Olivera, Rivera |  |
|                      |          |     |         | Árbitro(s): ?                        |  |

| 11 de marzo de 1999, | Colombia | 1:1 | Chile | Estadio Atilio Paiva Olivera, Rivera |  |
|                      |          |     |       | Árbitro(s): ?                        |  |

| 13 de marzo de 1999, | Colombia | 2:1 | Bolivia | Estadio Atilio Paiva Olivera, Rivera |  |
|                      |          |     |         | Árbitro(s): ?                        |  |

| 13 de marzo de 1999, | Brasil | 3:1 | Paraguay | Estadio Atilio Paiva Olivera, Rivera |  |
|                      |        |     |          | Árbitro(s): ?                        |  |

| 15 de marzo de 1999, | Paraguay | 2:0 | Colombia | Estadio Atilio Paiva Olivera, Rivera |  |
|                      |          |     |          | Árbitro(s): ?                        |  |

| 15 de marzo de 1999, | Brasil | 1:0 | Chile | Estadio Atilio Paiva Olivera, Rivera |  |
|                      |        |     |       | Árbitro(s): ?                        |  |

### Fase Final
|  | Semifinales             | Semifinales             |   |                         | Final                   | Final |  |
|  |                         |                         |   |                         |                         |       |  |
|  |                         |                         |   |                         |                         |       |  |
|  | Montevideo, 17 de marzo |                         |   |                         |                         |       |  |
|  | Uruguay                 | 0                       |   |                         |                         |       |  |
|  | Paraguay                | 2                       |   |                         |                         |       |  |
|  |                         |                         |   |                         |                         |       |  |
|  |                         |                         |   |                         | Montevideo, 21 de marzo |       |  |
|  |                         |                         |   |                         | Brasil                  | 5     |  |
|  |                         | Paraguay                | 0 |                         |                         |       |  |
|  |                         |                         |   |                         |                         |       |  |
|  |                         |                         |   |                         |                         |       |  |
|  |                         |                         |   |                         | Tercer lugar            |       |  |
|  | Montevideo, 17 de marzo | Montevideo, 17 de marzo |   | Montevideo, 20 de marzo | Montevideo, 20 de marzo |       |  |
|  | Argentina               | 1                       |   | Uruguay                 | 4                       |       |  |
|  | Brasil                  | 3                       |   |                         | Argentina               | 2     |  |

Semifinales
| 17 de marzo de 1999, | Uruguay | 0:2 | Paraguay | Estadio Centenario, Montevideo (?) |  |
|                      |         |     |          | Árbitro(s): ?                      |  |

| 17 de marzo de 1999, | Argentina | 1:3 | Brasil | Estadio Centenario, Montevideo (?) |  |
|                      |           |     |        | Árbitro(s): ?                      |  |

Definición del tercer lugar
| 20 de marzo de 1999, | Uruguay | 4:2 | Argentina | Estadio Centenario, Montevideo (?) |  |
|                      |         |     |           | Árbitro(s): ?                      |  |

Final
| 21 de marzo de 1999, | Brasil | 5:0 | Paraguay | Estadio Centenario, Montevideo (?) |  |
|                      |        |     |          | Árbitro(s): ?                      |  |

|                           |
| Bandera de Brasil         |
| Campeón Brasil 5.º título |

## Cuadro Final 1999
|    | Selección | Pts. | PJ | PG | PE | PP | GF | GC | Dif. |
| 1  | Brasil    | 16   | 6  | 5  | 1  | 0  | 17 | 6  | 11   |
| 2  | Paraguay  | 9    | 6  | 3  | 0  | 3  | 10 | 13 | -3   |
| 3  | Uruguay   | 13   | 6  | 4  | 1  | 1  | 14 | 6  | 8    |
| 4  | Argentina | 8    | 6  | 2  | 2  | 2  | 9  | 9  | 0    |
| 5  | Ecuador   | 5    | 4  | 1  | 2  | 1  | 7  | 4  | 3    |
| 6  | Colombia  | 4    | 4  | 1  | 1  | 2  | 6  | 8  | -2   |
| 7  | Bolivia   | 4    | 4  | 1  | 1  | 2  | 5  | 6  | -1   |
| 8  | Chile     | 4    | 4  | 1  | 1  | 2  | 4  | 5  | -1   |
| 9  | Perú      | 4    | 4  | 1  | 1  | 2  | 2  | 6  | -4   |
| 10 | Venezuela | 0    | 4  | 0  | 0  | 4  | 3  | 14 | -11  |

## Goleadores
|    | Jugador                | Goles |
| 1. | Rodrigo De Souza       | 5     |
| 2. | Alberto Cuero          | 4     |
| 2. | Mario Leguizamón       | 4     |
| 2. | Leonardo Lima da Silva | 4     |

## Clasificados al Mundial Sub-17 Nueva Zelanda 1999
| Brasil | Paraguay | Uruguay |
| ------ | -------- | ------- |